# 周宗泰
周宗泰，平凉人，是一名清朝政治人物。拔贡出身。

## 生平
周宗泰曾于嘉庆二十年(1815年)接替祝锦堂任邵武府知府一职，嘉庆二十五年(1820年)由王楚堂接任。